# Seavington St Mary
Seavington St Mary – wieś w Anglii, w hrabstwie Somerset, w dystrykcie (unitary authority) Somerset. Leży 61 km na południe od miasta Bristol i 201 km na zachód od Londynu. W 2002 miejscowość liczyła 365 mieszkańców.